# 레오 시로타

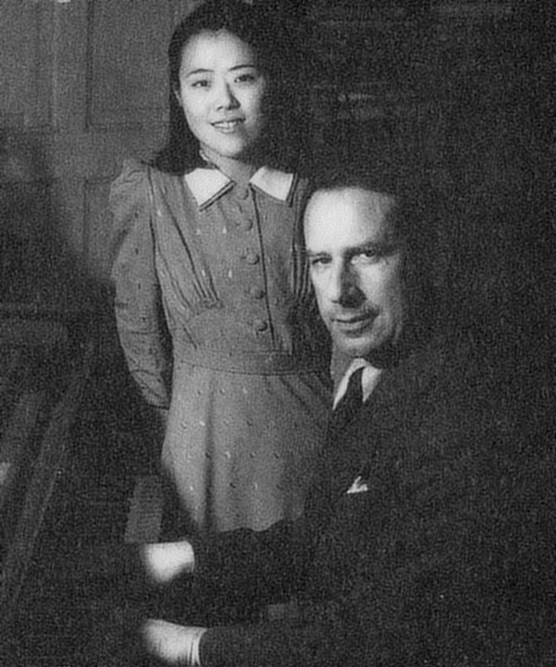
레오 시로타와 그의 제자인 후지타 하루코

레오 시로타(Leo Sirota, 1885년 5월 4일 ~ 1965년 2월 25일)은 우크라이나 태생의 유대인 피아니스트이다.
키에프 태생으로 소년 시절에는 베를린으로 나와 한때는 페루초 부소니에게서 배운 일이 있다. 이어서 독주가로서 악단에 데뷔하였다. 1928년 일본을 방문한 뒤부터 연주가로 활동했다. 이 때문에 그는 일본에서 굉장한 인기를 모았으며 곧 도쿄 음악 학교 교사로 초빙되었다.
제2차 세계 대전 직전까지 도쿄 음악 학교를 중심으로 피아노교육에 힘써 왔으며 제2차 세계 대전 후는 미국으로 가서 세인트루이스 음악학교 교수로 있었다. 피아노 연주에 화려한 기교를 보였다. 스트라빈스키의 <페트루슈카> 피아노 편곡 연주에 뛰어났다.